# Al-Jinn
Al-Jinn (Gli Spiriti o I Geni) è la settantaduesima Sura del Corano, una sura meccana composta da 28 versetti. Essa affronta il tema degli spiriti o geni, noti come "jinn" nella tradizione islamica, e il loro incontro con il Profeta Muhammad.

## Contenuto

### L'Incontro con il Profeta Muhammad
Versetti 1-7: Gli spiriti (jinn) narrano il loro incontro con il Profeta Muhammad, che è stato inviato come monito e portatore di buone notizie per l'umanità e gli spiriti. Essi riconoscono la sua superiorità e l'autenticità del suo messaggio.

### L'Invito alla Fede
Versetti 8-15: Il Profeta Muhammad invita gli spiriti a credere in Allah e ad abbandonare l'adorazione degli idoli. Egli ricorda loro che la guida è disponibile per coloro che la cercano, ma che la miscredenza sarà punita con il fuoco infernale.

### La Risposta degli Spiriti
Versetti 16-19: Alcuni spiriti accettano il monito del Profeta Muhammad e si convertono all'Islam, mentre altri continuano nella loro miscredenza e arroganza.

### L'Ammissione della Debolezza Umana
Versetti 20-28: Gli spiriti riconoscono la loro debolezza e la loro incapacità di sfuggire alla volontà di Allah. Essi si sottomettono alla Sua guida e accettano il loro destino come servi di Allah.

## Analisi
La Sura Al-Jinn offre un'importante prospettiva sull'incontro degli spiriti con il Profeta Muhammad e sulla loro risposta al suo messaggio. Essa sottolinea l'importanza della fede e della sottomissione ad Allah come via verso la redenzione e la salvezza, invitando gli spiriti e gli esseri umani a riflettere sulle loro azioni e a cercare la guida divina. Inoltre, essa illustra la misericordia di Allah verso coloro che accettano la Sua guida e la loro sottomissione al Suo volere. La Sura Al-Jinn è quindi significativa per la sua testimonianza della verità del messaggio del Profeta Muhammad e la sua chiamata alla fede e alla sottomissione ad Allah.